# 회색랑구르
회색랑구르 또는 하누만랑구르는 구세계원숭이에 속하는 회색랑구르속(Semnopithecus) 원숭이의 총칭이다.
회색랑구르는 몸집이 크고, 지상에서 사는 원숭이로 인도 아대륙의 트인 숲 서식지와 도시 지역에서 서식한다. 최근까지는 단일 종 북부평원회색랑구르(Semnopithecus entellus)만이 알려져 왔으나, 현재는 7종이 보고되어 있다. 한 종만이 알려져 있을 때는 또한 하누만랑구르(Entellus Langur, 힌두교의 신 하누만에서 유래)로 불렸다. 스리랑카 현지에서는 완두라(Wandura)로 불린다.

## 개요
대부분은 회색이며, 얼굴은 검다. 이것을 인도 신화에서는, 원숭이 전사인 하누만이 라마신의 부인을 구하기 위하여 그의 손과 얼굴을 태웠기 때문이라고 그리고 있다. 수컷은 75 cm까지 암컷은 65 cm까지 자란다. 남쪽 부분에 분포하는 랑구르는 북쪽에 분포하는 랑구르보다 작다.

## 먹이

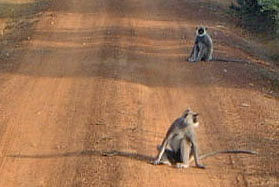
스리랑카의 회색랑구르

회색랑구르는 나뭇잎과 과일, 식물의 싹 그리고 꽃 등을 먹는다. 이들의 먹이에는 하제(설사를 낫게 하는 약)로 알려진 성분(영국의 병원에서 노르마콜('Normacol')이라고 처방되는 약)이 함유된 스테르쿨리아 우렌스(Sterculia urens) 수지와 함께, 그 자체로 자기-치료 효과가 있는 스트리키니네(신경흥분제의 일종)가 풍부하게 들어 있다.

## 습성과 생식

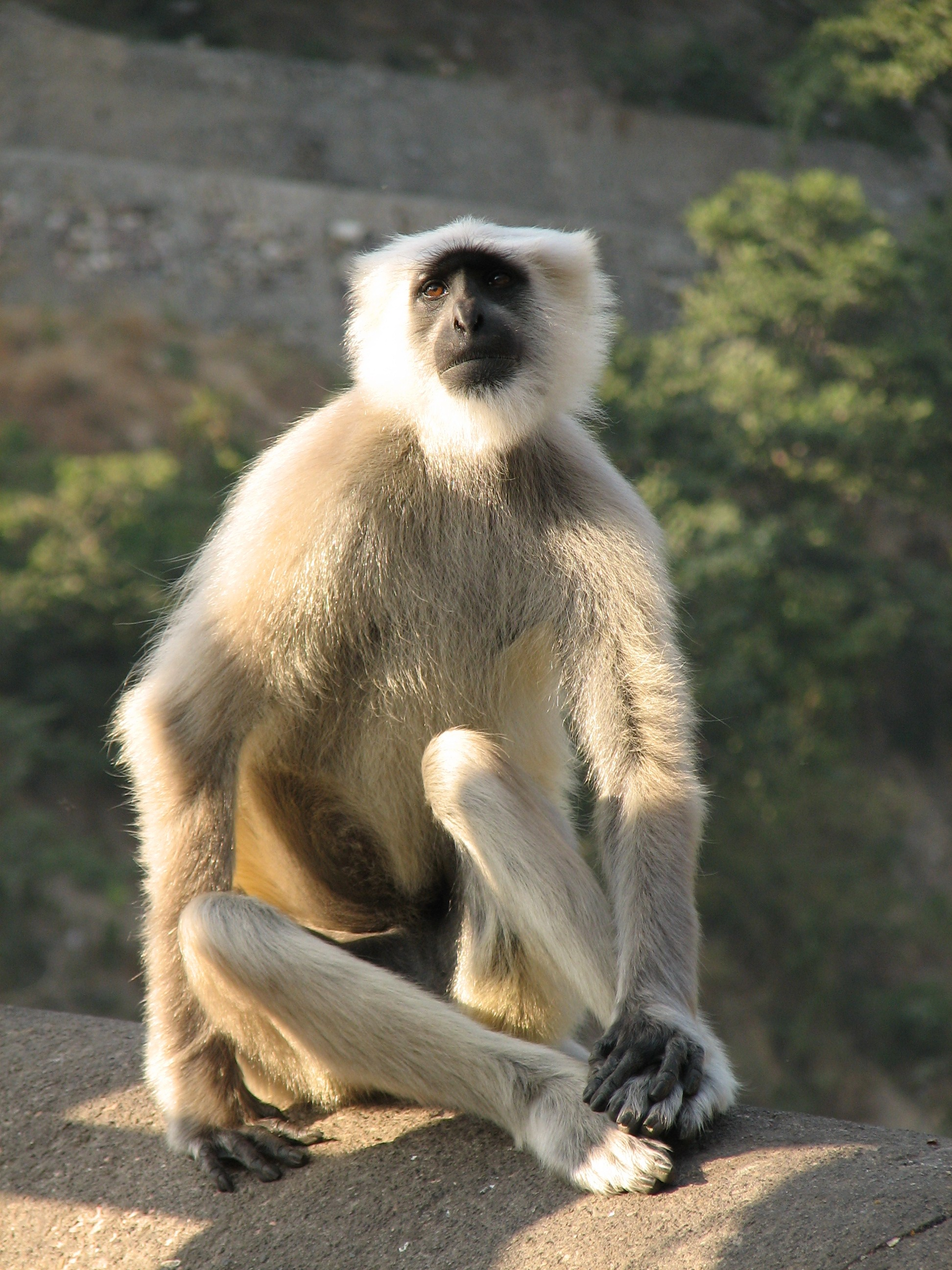
하누만랑구르로 알려진 리시케시의 회색랑구르

이들은 나무 위에서 잠을 자지만, 다른 잘 알려진 콜로부스 종들보다 육상에서 더 많은 시간을 보낸다. 주행성 동물이고, 종종 네 발로 걷는다.
이들은 통상 한 마리의 지배적인 수컷을 두고, 중간 크기의 무리에서부터 큰 무리까지 집단을 형성하여 생활한다. 수컷은 한 집단 내에서 오랫동안 지배적인 위치를 차지하지 않으며, 평균적으로 약 18개월 유지된다. 성숙하지 못한 수컷들은 그 집단에서 배제되어, 가끔 짝을 짓지 못한 놈들끼리 무리를 형성한다. 이들 무리는 시간이 지난 후에, 자신들을 쫓아 낸 그 집단을 공격하기 시작하며, 그 집단의 지배권을 차지하기 위해 최고 우두머리에게 도전한다. 만일 그 쫓겨났던 무리에 의한 공격이 성공하면, 그들은 최고 우두머리를 죽일 수 있고, 그들은 일종의 권력 투쟁에 참가하여, 최우선적으로 이전 최고 우두머리의 새끼들을 모두 죽인다.
치탈 사슴 떼와 남아시아에 널리 분포하는 북부평원회색랑구르(S. entellus) 무리 사이의 흥미로운 관계가 관찰된 바 있다. 치탈 사슴들은 랑구르가 좋은 시력과 나무 꼭대기 위에 자리를 잡을 수 있는 능력이 있기 때문에,  맹수가 접근할 때 경고를 하는 식으로 이익을 얻는 게 분명하다. 랑구르 쪽에서 보면, 냄새를 아주 잘 맡는 치탈의 감각 능력을 통해 초기에 맹수에 대한 경고를 보내 도움을 주는 것으로 보이며, 흔히 치탈이 있는 땅에서는 마초를 찾는 랑구르를 볼 수 있다. 또한 치탈은 랑구르가 터미날리아(Terminalia bellerica)와 같은 나무에서 과일을 떨어뜨림으로써 이익을 본다. 천적은 호랑이, 표범, 인도비단뱀이다. 그러나 호랑이 나 표범 같은 맹수가 출현하면 서로에 대해 경고 신호를 보낸다.

## 하위 종
- 네팔회색랑구르 (S. schistaceus)
- 카슈미르회색랑구르 (S. ajax)
- 타라이회색랑구르 (S. hector)
- 북부평원회색랑구르 (S. entellus)
- 검은발회색랑구르 (S. hypoleucos)
- 술회색랑구르 (S. priam)
- 검은두건랑구르 (S. johnii)
- 자주빛얼굴랑구르 (S. vetulus)

## 계통 분류
다음은 잎원숭이족의 계통 분류이다.

|  | 회색랑구르속 |
|  |              |
|  | 루뚱원숭이속 |
|  |              |

|  | 코주부원숭이속                                                  |
|  |                                                                 |
|  | \| \| 두크원숭이속 \| \| \| \| \| \| 들창코원숭이속 \| \| \| \| |
|  |                                                                 |
|  | 두크원숭이속                                                    |
|  |                                                                 |
|  | 들창코원숭이속                                                  |
|  |                                                                 |

|  | 두크원숭이속   |
|  |                |
|  | 들창코원숭이속 |
|  |                |

|  | 코주부원숭이속                                                  |
|  |                                                                 |
|  | \| \| 두크원숭이속 \| \| \| \| \| \| 들창코원숭이속 \| \| \| \| |
|  |                                                                 |
|  | 두크원숭이속                                                    |
|  |                                                                 |
|  | 들창코원숭이속                                                  |
|  |                                                                 |

|  | 두크원숭이속   |
|  |                |
|  | 들창코원숭이속 |
|  |                |

|  | 회색랑구르속 |
|  |              |
|  | 루뚱원숭이속 |
|  |              |

|  | 코주부원숭이속                                                  |
|  |                                                                 |
|  | \| \| 두크원숭이속 \| \| \| \| \| \| 들창코원숭이속 \| \| \| \| |
|  |                                                                 |
|  | 두크원숭이속                                                    |
|  |                                                                 |
|  | 들창코원숭이속                                                  |
|  |                                                                 |

|  | 두크원숭이속   |
|  |                |
|  | 들창코원숭이속 |
|  |                |

|  | 코주부원숭이속                                                  |
|  |                                                                 |
|  | \| \| 두크원숭이속 \| \| \| \| \| \| 들창코원숭이속 \| \| \| \| |
|  |                                                                 |
|  | 두크원숭이속                                                    |
|  |                                                                 |
|  | 들창코원숭이속                                                  |
|  |                                                                 |

|  | 두크원숭이속   |
|  |                |
|  | 들창코원숭이속 |
|  |                |

## 같이 보기
- 사자꼬리마카크